# Santa Cruz Rancho Viejo
Santa Cruz Rancho Viejo är en ort i Mexiko.   Den ligger i kommunen San Sebastián Tecomaxtlahuaca och delstaten Oaxaca, i den sydöstra delen av landet, 250 km söder om huvudstaden Mexico City. Santa Cruz Rancho Viejo ligger 1 902 meter över havet och antalet invånare är 160.
Terrängen runt Santa Cruz Rancho Viejo är kuperad. Runt Santa Cruz Rancho Viejo är det ganska glesbefolkat, med 30 invånare per kvadratkilometer. Närmaste större samhälle är Santiago Juxtlahuaca, 8,2 km sydost om Santa Cruz Rancho Viejo. I omgivningarna runt Santa Cruz Rancho Viejo växer huvudsakligen savannskog.